# Carlos Cavallé
Carles Cavallé Pinós (Barcelona, 1933) es director general emérito del IESE Business School (Universidad de Navarra) y profesor Emérito del Departamento de Dirección Estratégica. 

## Biografía
Doctor en ingeniería, sus áreas de especialización incluyen la formación de directivos, la dirección estratégica y el liderazgo.
Fue director general de IESE (1984-2001). En 1991 recibió el Harvard Business School’s Distinguished Service Award. También ha recibido la Medalla de Oro de la Universidad de Navarra y el Premio Creu de Sant Jordi de la Generalidad de Cataluña.
Actualmente es Presidente del Social Trends Institute, Presidente del Public-Private Sector Research Center, y Trustee en el Institute for Media and Entertainment de Nueva York. También está vinculado a diversas empresas españolas, mexicanas y norteamericanas como presidente o miembro del comité ejecutivo.

## Obras
- Cavallé Pinós, Carles; León, Consuelo (Eds.) "El trabajo al servicio de la persona y de la sociedad", Roma: Edizioni Università della Santa Croce, 2003. (Congresso Internazionale "La grandezza della vita quotidiana". Ponencias presentadas en el Congreso celebrado en Roma: Università della Santa Croce, 8/11 de enero de 2002.). ISBN 8883330811
- Cavallé Pinós, Carles, "El sector electrónico español: Dirección de empresas industriales", Barañáin: Eunsa, 1976. (La empresa y su entorno. Serie L). ISBN 84-313-0454-5
- Cavallé Pinós, Carles, "El sector siderúrgico español: Dirección de empresas industriales", Barañáin: Eunsa, 1975. (La empresa y su entorno. Serie L; Vol. 7).  ISBN 84-313-0400-6

- Datos: Q16187494
- Multimedia: Carles Cavallé Pinós / Q16187494